# Сијутгиол
Сијутгиол (рум. Siutghiol) је језеро лиманског порекла на обали Црног мора које се налази у округу Констанца у Румунији.

## Карактеристике
Језеро је дуго 7,5 километара и широко 2,5 километара заузимајући површину од 19 km². Од Црног мора одвојен је превлаком дугом 8 километара и широком око 300 метара на којој је смештено туристичко насеље и летовалиште Мамаја. На јужној обали лежи северни део града Констанца, а на источној град Овидију. Уз североисточну обалу језера пролази северни крак канала Чернавода-Негру Вода.
У источном делу језера налази се острво Овидију површине 2 хектара.